# Baeoura aliena
Baeoura aliena är en tvåvingeart som först beskrevs av Alexander 1924.  Baeoura aliena ingår i släktet Baeoura och familjen småharkrankar.
Artens utbredningsområde är Taiwan. Inga underarter finns listade i Catalogue of Life.